# Dorstproef
De dorstproef is een medisch onderzoek om te achterhalen of de patiënt aan diabetes insipidus (DI) lijdt. 
Bij iemand die veel drinkt (polydipsie) en veel plast (polyurie) is dus vaak de vraag: drinkt deze persoon veel omdat hij veel plast, of plast hij veel omdat hij veel drinkt?  Het onderscheid kan worden gemaakt met de dorstproef. Tijdens deze functietest wordt het drinken langere tijd gestaakt en vervolgens wordt gekeken of de urine in de tijd meer geconcentreerd wordt. Is dat niet het geval dan kan er sprake zijn van DI. 
Tijdens de dorstproef worden urineproductie, bloedspiegels van met name natrium, gewicht en bloeddruk en hartslag gemonitord. Ook wordt gedurende 8 uur elk uur in de urine de osmolaliteit bepaald en aan het begin en eind van de proef ook in het bloed. Als de hartslag toeneemt, het lichaamsgewicht met meer dan 5 procent daalt, of de bloeddruk daalt dan wordt de proef stopgezet. De patiënt krijgt vervolgens antidiuretisch hormoon toegediend. Als daarna de bloeddruk stijgt de hartslag normaal wordt en polyurie stopt dan is de diagnose centrale DI bevestigd. Een aantal malen na de toediening van het antidiuretisch hormoon wordt nogmaals in urine en in bloed de osmolaliteit bepaald.
Omdat de dorstproef snel tot hypovolemie en shock kan leiden als er inderdaad een DI bestaat moet een dergelijke proef onder supervisie in een ziekenhuis worden gedaan.